# 乌尔比诺
乌尔比诺（Urbino）是意大利马尔凯地区一座城墙环绕的城市，佩萨罗西南方，坐落在一个倾斜的山坡，保留许多风景如画的中世纪景色。由于该市引人瞩目的独立的文艺复兴历史文化遗产（尤其是1444年至1482年，在乌尔比诺公爵費德里科·達·蒙特費爾特羅的赞助之下），被列为世界遗产。这里的乌尔比诺大学成立于1506年，是乌尔比诺总主教驻地。该市最著名的名胜为公爵宫（Palazzo Ducale），兴建于15世纪下半叶。

## 歷史
古羅馬時代，烏爾比諾是主要城鎮；中世紀曾受哥特戰爭波及。至文藝復興時期，烏爾比諾由蒙特費爾特羅家族控制，為烏爾比諾公國。於1626年，遭教皇國吞併。至1860年9月，被納入意大利王國一部分。
1964年，意大利著名建筑师吉卡洛·德·卡洛负责乌尔比诺市的第一个城市总体规划，被视为是历史遗产保护的典范。他规划意向中乌尔比诺新区应该有许多高品质的现代建筑，城市也具有现代精神。自1965起，他负责设计乌尔比诺新大学的校园和设施。在该项目中，校园与景观融为一体，与群山融为一体。
1989-1994年，德·卡洛设计了乌尔比诺的新总体规划。

## 經濟
槍械生產商貝納利的總部設於烏爾比諾。

## 出身人物
- 拉菲爾：畫家、建築師
- 費德里科·祖卡里：建築師
- 贝纳丁诺·巴耳蒂：數學家
- 瓦倫蒂諾·羅西：世界摩托車錦標賽世界冠軍

## 友好城市
- 法國 布卢瓦
- 法國 甘冈

## 圖片

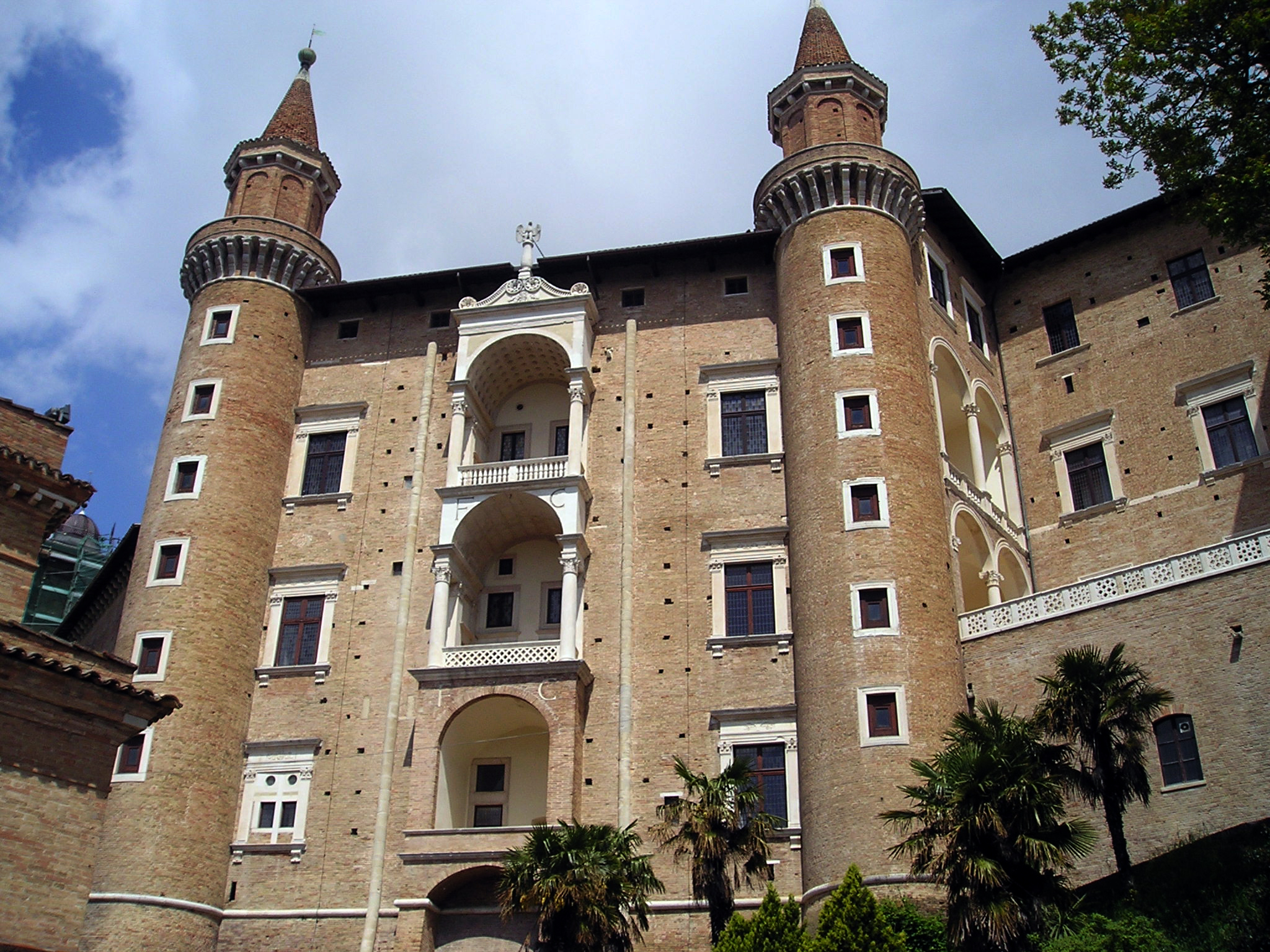
公爵宫
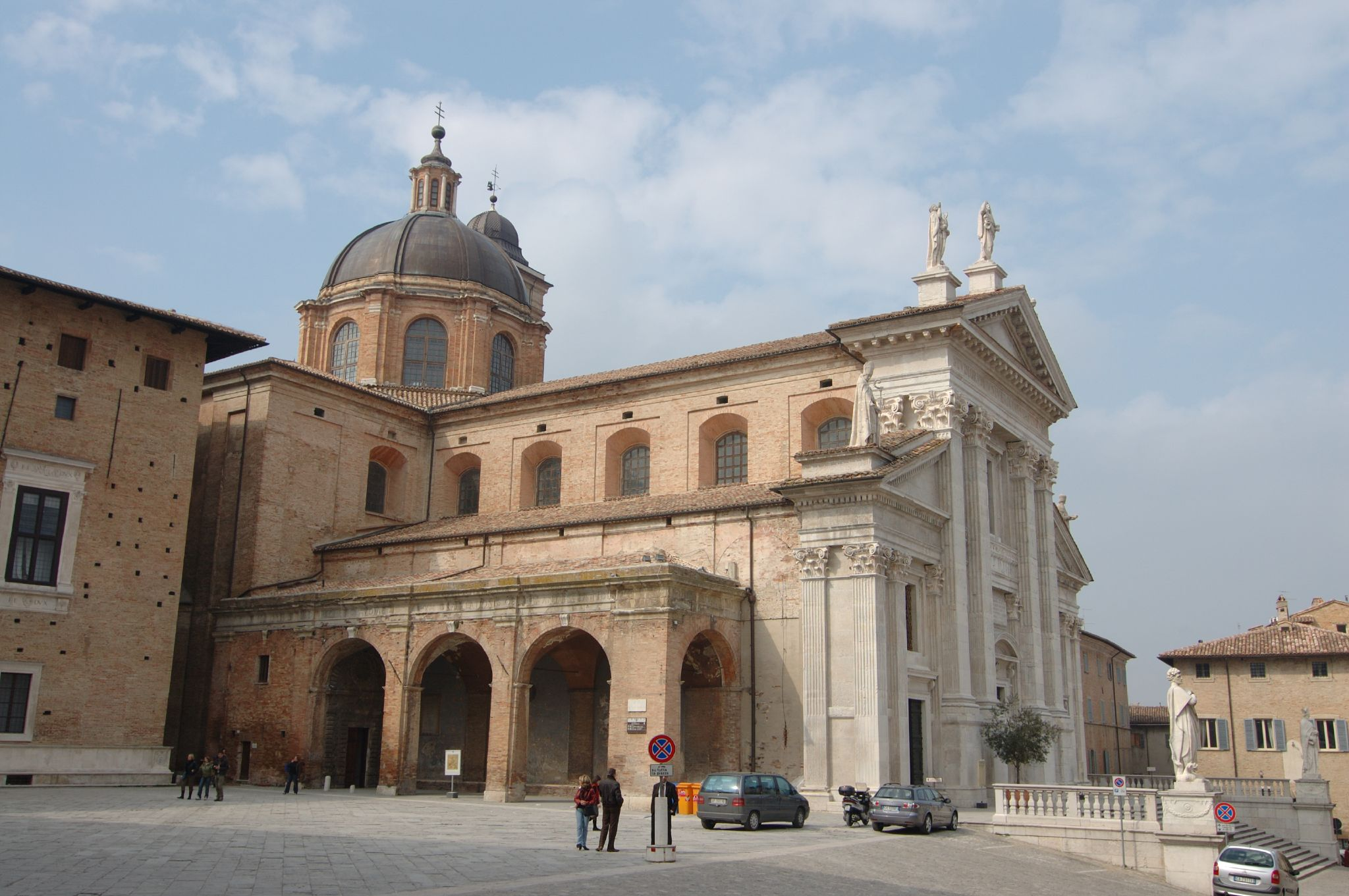
主教座堂
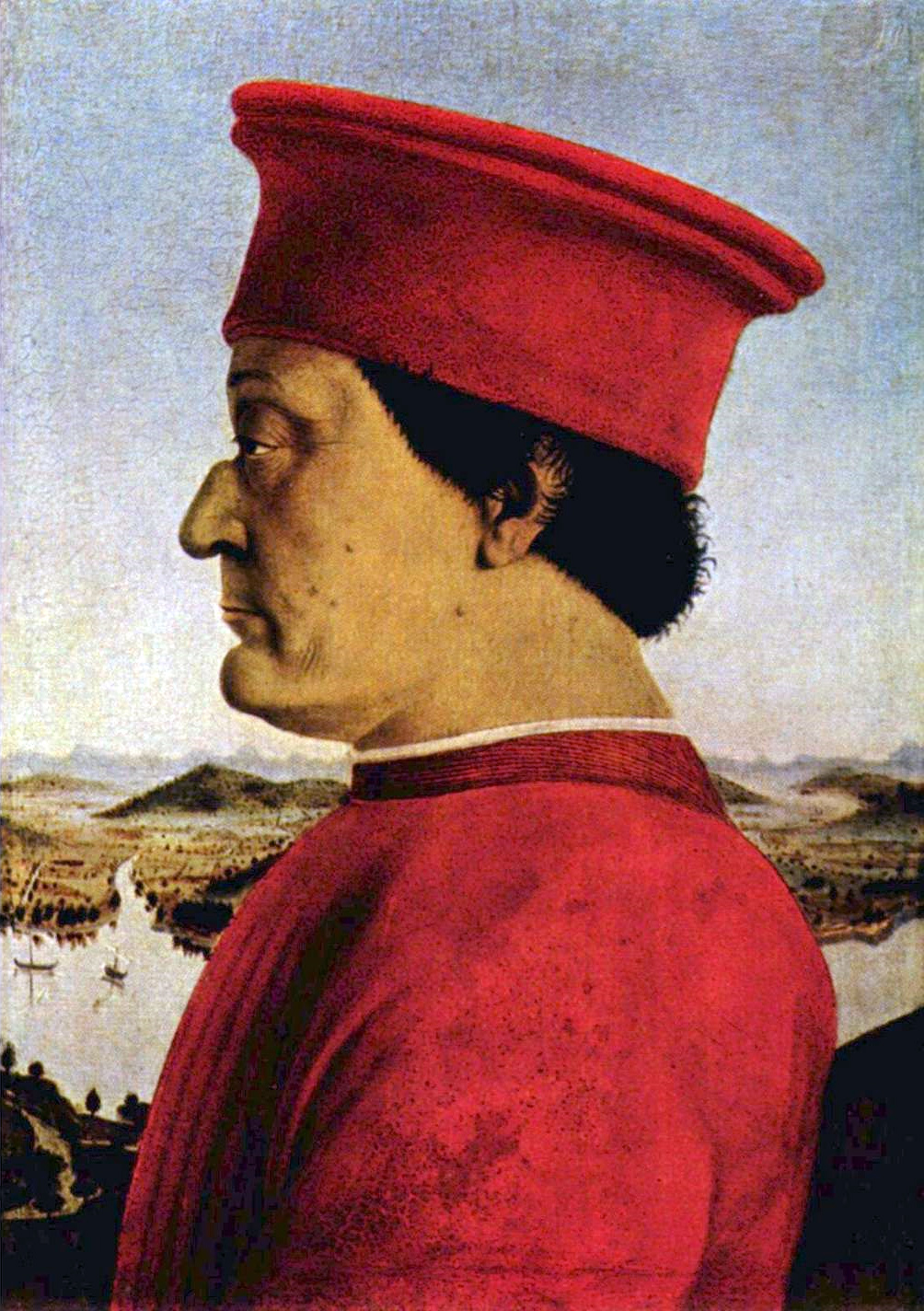
公爵肖像(皮耶羅·德拉·弗朗切斯卡所繪。)